# Stanțe burgheze
Stanțe burgheze este un volum de versuri scris de George Bacovia și apărut în 1946 la București. Are ilustrații de Florica Cordescu. Cuprinde 21 de poezii.